# Pomnik Adama Mickiewicza w Wilnie (1924)
Pomnik Adama Mickiewicza w Wilnie – projektowany pomnik Adama Mickiewicza autorstwa Zbigniewa Pronaszki, który planowano ustawić w Wilnie.
Komitet budowy pomnika Adama Mickiewicza przed ratuszem w Wilnie powstał w 1921 r. pod przewodnictwem gen. Lucjana Żeligowskiego, jednak na skutek trudności gospodarczych i wyjazdu Żeligowskiego z Wilna zawiesił on swoją działalność. Pronaszko przygotował projekt pomnika w 1922 r. w Krakowie, a po objęciu w następnym roku funkcji kierownika pracowni malarstwa dekoracyjnego na Wydziale Sztuk Pięknych Uniwersytetu Stefana Batorego przedłożył gotowy projekt pomnika komitetowi.
Pronaszko nadał monumentowi formę kubistyczną, monumentalną i syntetyczną. Postać narysowana z użyciem uproszczonych form miała ostre rysy twarzy i krój szat, a ponad 12-metrowa postać Mickiewicza miała wyrastać w nim wprost z ziemi, gdyż artysta zrezygnował ze stosowania cokołu, chcąc uzyskać wrażenie, że Mickiewicz kroczy wśród drzew. Inspiracją dla takiego kształtu pomnika był werset Juliusza Słowackiego „Ty jak bóg litewski z ciemnego sosen wstałeś uroczyska”. Pomnik miał być złożony z płyt spiżowych albo odlany w całości w betonie.
Przedstawiona w 1923 r. wizualizacja pomnika wywoływała kontrowersje wśród członków komitetu i władz miejskich, w efekcie czego rada miejska, odmawiając subwencji, zablokowała jego realizację i to pomimo gotowości artysty do pokrycia kosztów prac przygotowawczych, łącznie z wykonaniem makiety w skali 1:1, z własnych funduszy. Również większość wileńskich publicystów uznała pomnik za nieudany, a szczególnie krytykował go konserwatysta Stanisław Cat-Mackiewicz – przeciwnik awangardy. Głosów pozytywnych było mało. W efekcie negatywnego nastawienia kręgów opiniotwórczych do pomnika, społeczeństwo miasta podzieliło opinię dziennikarzy: zdaniem mieszkańców pomnik został zaprojektowany w „duchu bolszewickim”, więc nazwali go Kikimorą.
Zainteresowanie projektem wyraziło jednak wojsko i za wiedzą i zgodą Józefa Piłsudskiego powstał wojskowy komitet budowy pomnika, kierowany przez gen. Leona Berbeckiego. Przeciwna inwestycji była nadal rada miejska, która z powodu istnienia cywilnego komitetu budowy pomnika, nie przejawiała chęci do wspierania konkurencyjnego projektu i odmówiła zgody na jego lokalizację w centrum miasta. Wobec oporu administracji cywilnej, i z powodu przypadającej w 1924 r. setnej rocznicy procesu Zgromadzenia Filaretów, władze wojskowe zdecydowały postawić na dziedzińcu koszar 1 Pułku Piechoty Legionów makietę pomnika w skali 1:1 wykonaną z otynkowanych desek sosnowych zabezpieczonych smołą okrętową. Położone nad brzegiem Wilii koszary pozwalały na dobre wyeksponowanie pomnika Mickiewicza, który był dzięki temu widoczny spod Góry Zamkowej i katedry, które znajdowały się w ścisłym centrum miasta. 
Uroczystemu odsłonięciu makiety pomnika w październiku 1924 r. przewodził osobiście odbywający wówczas wizytę w Wilnie Józef Piłsudski. Wzięły w niej udział kompanie honorowe Wojska Polskiego i Policji Państwowej, poczty sztandarowe szkół, korporacji studenckich i weteranów powstania styczniowego. Realizacja pomnika Pronaszki zmobilizowała cywilny komitet do realizacji własnego pomnika: w maju 1925 r. komitet ogłosił konkurs, a rozstrzygnięcie nastąpiło w listopadzie kolejnego roku. Także ta próba spotkała się z szeroką krytyką: wszystkie projekty opinia publiczna i prasa uznały za niewłaściwe, a zwycięską pracę autorstwa Stanisława Szukalskiego nazwano w prasie m.in. japońskim smokiem. W 1931 r. ogłoszono kolejny konkurs, w którym wybrano pracę Henryka Kuny. Już w trakcie jej realizacji redakcja „Słowa” rozpoczęła w 1934 r. kampanię przeciw popieranemu dotychczas przez siebie projektowi. Spowodowało to spowolnienie prac: odlew i wykończenie postaci ukończono w kwietniu 1939 r. w Warszawie, ale już w listopadzie została ona zniszczona przez okupantów niemieckich.
Pomnik Pronaszki natomiast najpierw podmyła powódź, a 27 lipca 1939 r. decyzją władz wojskowych makieta została rozebrana, gdyż pomimo protekcji wojska, budowa właściwego, betonowego pomnika nigdy nie doszła do skutku. Ostatecznie pomnik Mickiewicza w Wilnie odsłonięto dopiero w 1984 r.
W późniejszych latach pomnik uznano za jedno z najwybitniejszych dzieł formistycznych, mimo że powstał już po rozpadzie grupy formistów. W 2019 r. historyk dr Aleksander Srebrakowski stanął na czele społecznego komitetu budowy pomnika według projektu Zbigniewa Pronaszki, a projekt poparli prof. Jan Miodek, prof. Grzegorz Strauchold, dr Adolf Juzwenko, prof. Zbigniew Makarewicz i Dolnośląska Izba Architektów. Jako miejsce ustawienia pomnika komitet zaproponował okolice Parku Szczytnickiego i Hali Stulecia we Wrocławiu.